# Royce Pierreson
Royce Pierreson (ur. 1 kwietnia 1989) – brytyjski aktor.

## Kariera
Urodził się w Kornwalii w Wielkiej Brytanii w 1 kwietnia 1989 roku. Jest absolwentem Royal Welsh College of Music & Drama w Cardiff. Występuje w teatrze. W 2011 wystąpił w filmie telewizyjnym London's Burning (reż. Justin Hardy), w 2013 w Czarze miłości (reż. Justin Hardy). Reżyser Alan Taylor  powierzył mu rolę studenta w Thorze: Mrocznym świecie. W 2014 zagrał Reece'a u boku Georginy Campbell w brytyjskim dramacie Murdered by My Boyfriend. W 2015 James McTeigue dał mu rolę żołnierza z dalmierzem w Ocalonej. W 2019 zagrał Burta w filmie biograficznym o Judy Garland w reżyserii Ruperta Goolda, pt. Judy. Lauren Schmidt powierzyła mu rolę Istredda w serialu Netflixa Wiedźmin opartym na prozie Andrzeja Sapkowskiego.